# Алекси Христов
Алекси Христов е български лекар хирург.

## Биография
Роден е през 1848 г. в Габрово.
Учи в Одеската гимназия и физико-математическия факултет на Новоросийския университет. През 1874 г. завършва медицина в Москва, стипендиант на Васил Априлов. Установява се на практика в родния си град. Градската управа го назначава за лекар към пансиона на гимназията.
По време на Руско-турската война обзавежда болница в сградата на гимназията в която се лекуват ранените от боевете при Шипка. Пръв окръжен лекар и управител на Габровската окръжна болница. Създател на комитета "Единство" в Габрово (1878).
Избран за делегат от Габрово в Учредителното събрание в Търново (1879 г.)
В 1879 г. е назначен за лекар в Търновската болница, на която с прекъсвания е директор около 23 години. По време на Сръбско-българската война, заедно с целия си персонал, се установява в София. Организира военно-хирургично отделение в Александровска болница. През 1893 г. е ординатор на Карл Роберт Щирлин и оперира първите две аневризми в България. В периода 1901 – 1904 г. е управител на Александровска болница. По това време се прави електрическо осветление, централно отопление, рентгенова уредба, сестрински институт, сграда и парк. По време на Балканската война е санитарен инспектор и прекратява епидемията от петнист тиф, с която са заразени турските пленници. Заразява се от него и умира на 9 март 1913 г. 
Негов син е терапевтът проф. Владимир Алексиев.